# Manifattura Oberkampf

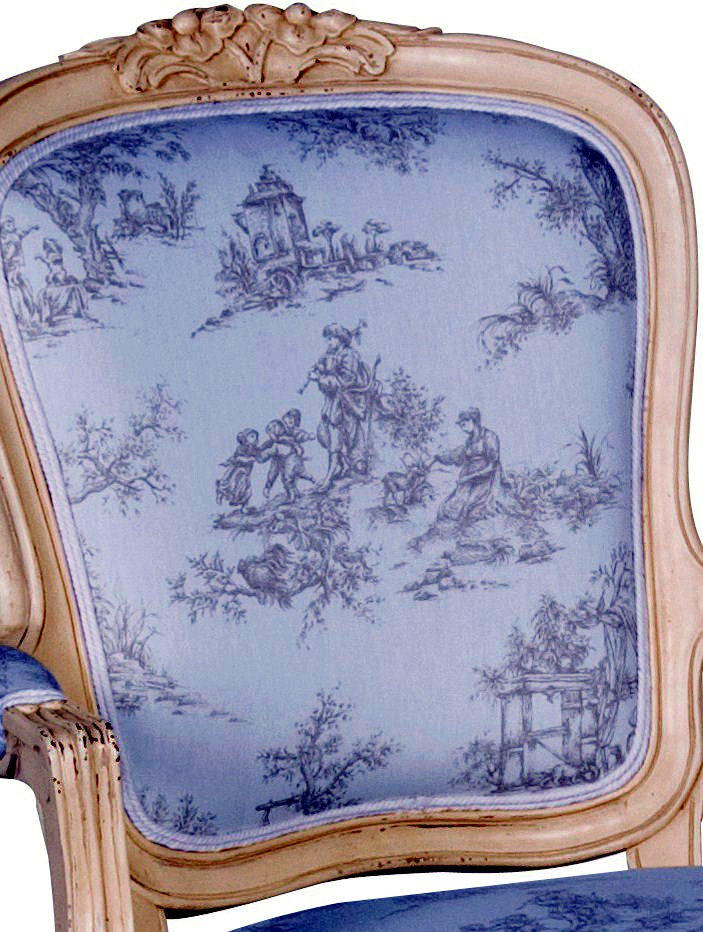
Tela di Jouy tesa su una poltrona.

La Manifattura Oberkampf è stata una manifattura tessile francese.

## Storia
Fondata nel 1760 dal tedesco Christophe-Philippe Oberkampf e dallo svizzero Antoine Guerne de Tavannes, questa fabbrica produsse la tela di Jouy e diventò la più importante nella storia del cotone indiano in Europa.
Jouy-en-Josas venne selezionato, vicino alla sorgente della Bièvre, per la qualità delle sue acque. La manifattura conobbe un immenso successo tra il 1765 e il 1805. Oberkampf si rivolse alle migliori maestranze e fece evolvere i processi di stampa: tavola di legno nei primi dieci anni, poi tavola di rame e infine rullo di rame inciso ad intaglio, che garantisce una maggiore velocità di stampa.
Le fantasie sono molto varie: fiori, uccelli, ghirlande, ma anche personaggi di romanzi e favole alla moda, scene esotiche dal gusto orientale. Artisti eccellenti lavorarono per la fabbrica, tra cui Jean-Baptiste Huet (1745-1811).
La Manifattura Oberkampf diventò, grazie alle eccezionali qualità del suo imprenditore, la più grande d'Europa. La sua attività coprì nel 1821 più di 14 ettari e diede lavoro a 1.327 persone. Fu Barbet de Jouy, successore della famiglia Oberkampf, che nel 1843, sotto l'effetto di condizioni economiche sfavorevoli, subì il declino e la chiusura della Manifattura.
I rulli di stampa in metallo sono stati prodotti da Thiébaut prima che questa fonderia si specializzasse in statue di bronzo.